# 東三河歌謡ベストテン
東三河歌謡ベストテン（ひがしみかわかようベストテン）は、CBCラジオ豊橋放送局で、かつて放送されていたラジオ番組。オープニングテーマは、ボブ・ジェームス（Bob James）の「ラッシュアワー（RUSH HOUR）」。

## 出演者
- 熊谷章洋
- 岡村洋一
- 平野さわこ
- 角上清司（CBCアナウンサー）

ほか